# Čajka (fotoaparát)
Čajka (rusky Чайка, anglicky Chaika, Chayka) je kompaktní poloformátový kinofilmový fotoaparát s přímým optickým hledáčkem bez dálkoměru a manuálním ostřením. Byl vyráběn v různých modelech v letech 1965–1973 v závodu BelOMO v běloruském Minsku (SSSR).
V tehdejším Československu patřil mezi levnější fotoaparáty vhodné pro mládež, jeho prodejní cena v roce 1965 byla 400 Kčs.

## Původ názvu
Fotoaparát byl nazván na počest první ženy ve vesmíru Valentiny Těreškovové. Její volací znak v době letu (16.–19. června 1963) byl právě Čajka (česky racek).

## Popis jednotlivých modelů
Byly vyráběny čtyři modely – Čajka, Čajka 2,  Čajka 3, Čajka 2M. Tělo fotoaparátu je z kovu a má odklápěcí zadní kryt. Snímá na klasický 35 mm film ve formátu 18x24, celkově 72 snímků z jednoho filmu. Aby se tento počet vešel na standardní délku filmu (běžně 32 snímků), jsou snímky orientované na výšku. Tím se oproti běžným fotoaparátům na tento formát filmu (negativ snímku měl rozměr 24x36 mm) zmenšila plocha snímku mírně zhoršila kvalita snímků vytvořených Čajkou. Přesto byla odbornou literaturou označována za srovnatelnou.
Býval osazen 28mm objektivem Industar-69 se světelností f/2.8 (2.8/28), úhel záběru objektivu je 56 stupňů. Ostří se pomocí prstence s dálkovou stupnicí od cca 0.8m do nekonečna (stupnice je od 1m - ∞). Clona se ovládá pomocí dalšího prstence od 2.8 - 16.
Závěrka je natahována „pákou“, která je propojená s převíjením filmu; fotoaparát má expoziční časy B (Bulb – expozice po dobu stisknutí spouště), 1/30, 1/60, 1/125 a 1/250. Počítadlo snímků má automatický reset a synchronizační kontakt při vložení nového filmu. 

### Čajka
Jedná se o první model, od roku 1965 do roku 1967 bylo vyrobeno 171 400 kusů. Měl nevýměnný objektiv Industar 69.

### Čajka 2
V letech 1967–1972 vyrobeno celkem 1 250 000 kusů. Od předchozího modelu se lišil přidanými „sáňkami“ na blesk bez kontaktů (cold shoe) a tím, že objektiv fotoaparátu byl odnímatelný se závitem M39. S jinými výměnnými objektivy nemusel být kompatibilní (např. s typem Leica). 

### Čajka 2M
Chaika-2M (1972 - 1974) dostala větší, světlejší hledáček, jiný volič nastavení rychlosti závěrky (bez závěrky B); chyběla závitová spoušť a závit stativu. Tohoto modelu bylo vyrobeno 351 400 kusů.

### Čajka 3
V letech 1972–1973 bylo vyrobeno 600 000 kusů. Tento poslední model se lišil povrchovou úpravou, byl vybaven expozimetrem s manuálním nastavením expoziční doby. Stativový závit byl umístěn na boční straně místo zespodu jako u modelů 1 a 2.

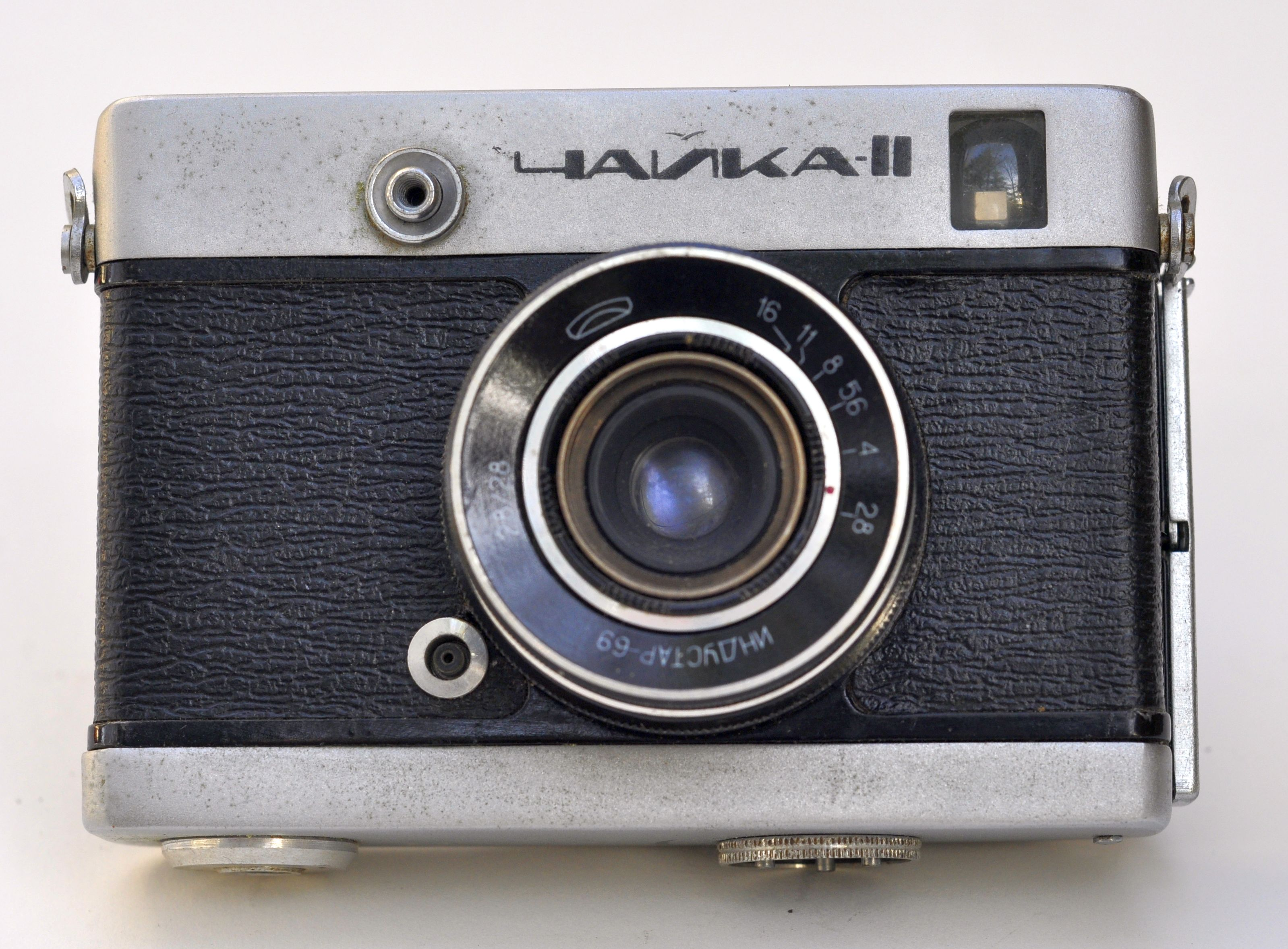
Čajka 2
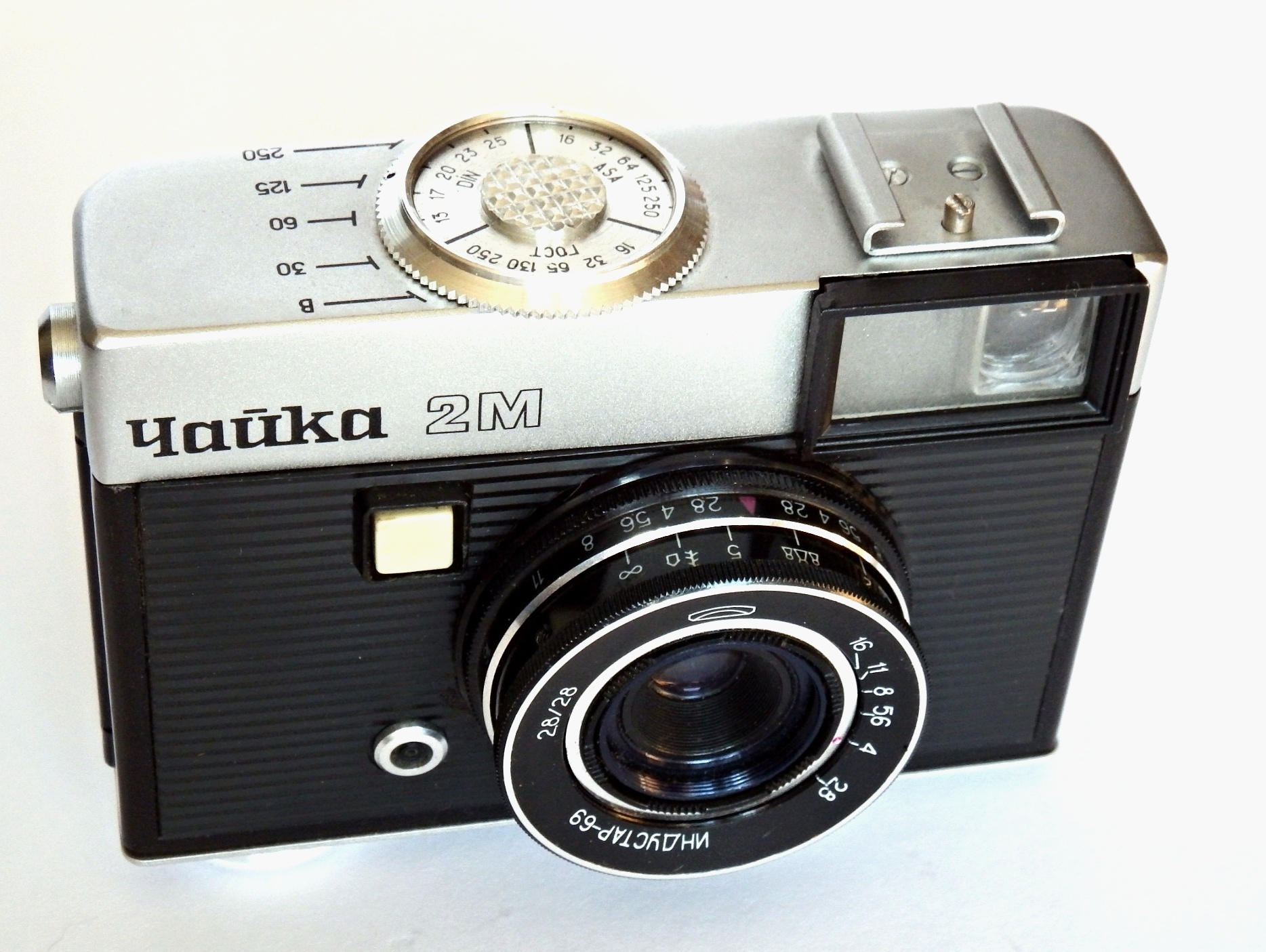
Čajka 2M
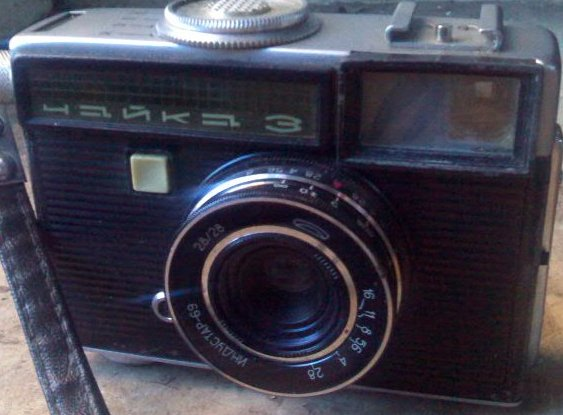
Čajka 3
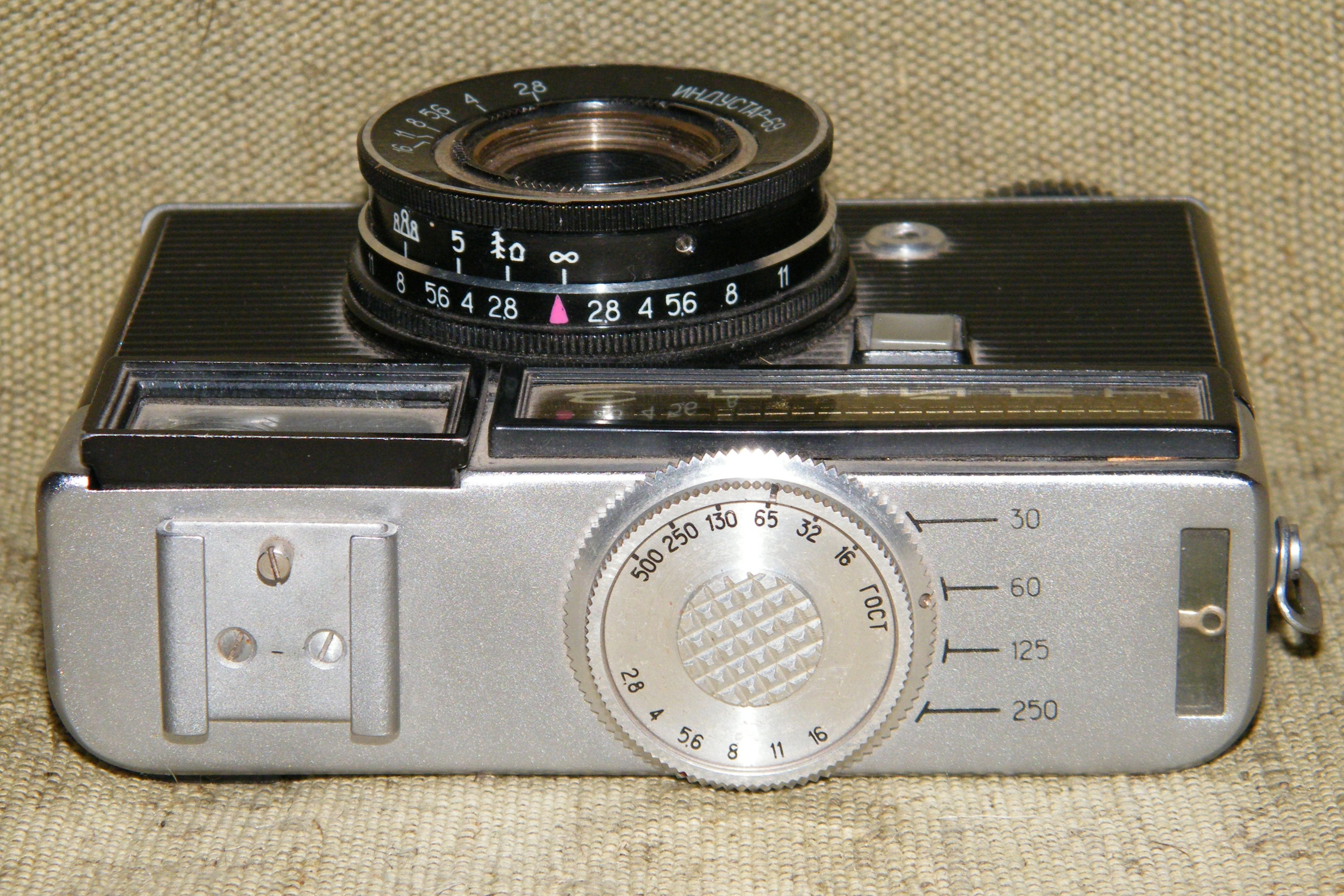
Čajka 3 shora – nastavení citlivosti filmu, clony a času (vpravo závit pro stativ)